# Fanostre
 (février 2023).
Si vous disposez d'ouvrages ou d'articles de référence ou si vous connaissez des sites web de qualité traitant du thème abordé ici, merci de compléter l'article en donnant les références utiles à sa vérifiabilité et en les liant à la section « Notes et références ».
La cité ouvrière (cité de mineurs) dite cité de Fanostre est située à Ydes, dans le département du Cantal, en France. 
Sa construction date du premier quart du XXe siècle, par la Société anonyme des mines de Champagnac. 
Cette cité était située à proximité du puits d'extraction Edmond Pochât.

## Histoire
À l'origine, la cité de Fanostre comprenait huit immeubles disposés en quinconce le long des rues Jean-Jaurès et Hector-Berlioz. 
Ces immeubles comportent chacun deux logements mais ils sont de trois types différents ; deux immeubles de plan oblong ont un étage de soubassement et un rez-de-chaussée surélevé ; sur chaque pignon une porte donne accès à un comble. 
Deux autres immeubles de plan carré, ont un étage de soubassement, un rez-de-chaussée surélevé et un étage en surcroît. 
Les quatre immeubles de la rue Hector-Berlioz ont un rez-de-chaussée et un étage carré ; ils se distinguent les uns des autres par une orientation de toit différente ; ces quatre derniers immeubles ont un petit bâtiment appuyé sur leur face postérieure qui, en l'absence d'étage de soubassement, servait de cellier et de remise à charbon. 
Chaque logement disposait à l'origine de son propre jardin.
Après la fermeture de la mine, les logements ont été vendus à des particuliers. 
Depuis, ces immeubles ont subi des modifications et le quartier de Fanostre s'est agrandi vers les rues de la Fontaine, des Myosotis, etc.

## Industrie
À côté de la cité de Fanostre est installée l'usine SACATEC, qui est le principal site de production du groupe. 
L'usine fabrique du caoutchouc moulé et travaille pour Michelin, la SNCF, l'armée et fournit également des vessies pour la fusée Ariane.

## Vie locale
Un comité des fêtes fonctionne.